# Pseudolasius leopoldi
Pseudolasius leopoldi é uma espécie de formiga do gênero Pseudolasius, pertencente à subfamília Formicinae.